# Уулу (деревня)
У́улу (эст. Uulu) — деревня в волости Хяэдемеэсте уезда Пярнумаа, Эстония. Административный центр волости Хяэдемеэсте.
До административной реформы местных самоуправлений Эстонии 2017 года входила в состав волости Тахкуранна и была её административным центром.

## География и описание
Расположена в 15 километрах от центра города Пярну. Высота над уровнем моря — 22 метра.
Через деревню проходит двухкилометровый канал Уулу, проложенный от реки Ура (Уулу). На территории деревни находится район охраны прибрежных сосен и охраняемый государством парк бывшей мызы Ула (нем. Uhla, Уулу, нем. Uulu mõis) площадью 3,2 гектара; часть её территории также занимает природоохранная зона Уулу—Выйсте.
Климат умеренный. Официальный язык — эстонский. Почтовый индекс — 86502.

## Население
По данным переписи населения 2021 года, в Уулу насчитывалось 524 жителя, из них 513 (98,3 %) — эстонцы.
В 2020 году в деревне проживали 514 человек, из них 261 мужчина и 253 женщины; численность детей в возрасте до 14 лет включительно составляла 94 человека, число лиц пенсионного возраста (65 лет и старше) — 89.
По данным переписи населения 2011 года, в деревне проживали 478 человек, из них 474 (99,2 %) — эстонцы.
Численность населения деревни Уулу:
| Год  | 1959 | 1970  | 1979  | 1989  | 2000  | 2011  | 2017  | 2018  | 2019  | 2020  | 2021  |
| ---- | ---- | ----- | ----- | ----- | ----- | ----- | ----- | ----- | ----- | ----- | ----- |
| Чел. | 102  | ↗ 162 | ↗ 302 | → 302 | ↗ 535 | ↘ 478 | ↗ 550 | ↘ 545 | ↘ 519 | ↘ 514 | ↗ 524 |

## История
Первое упоминание о деревне относится к 1514 году (Ulenn).
В письменных источниках 1560 года упоминается деревня Ulen,  1638 и 1797 годов — Uhla, 1923 года — Uulu (поселение).
На военно-топографических картах Российской империи (1846–1897 годы), в состав которой входила Лифляндская губерния, обозначены мыза и деревня: соответственно мз. Ула и Ула-кюля.
В 1920-х годах Уулу было поселением, примерно в 1939 году оно получило статус деревни. В 1977 году, в период кампании по укрупнению деревень, с Уулу была объединена деревня Раннакюла, появившаяся на картах в 1930-х годах.
Некоторые здания Уулу перестроены из хозяйственных построек мызы Ула (Уулу). В 1848–1892 годах мызой владел гвардии капитан барон Рейнхольд Сталь-фон-Гольштейн. В 1879 году на мызе его посетил российский престолонаследник, будущий император Александр III. Напоминавшее замок главное здание мызы было разрушено в 1917 году.
В своё время у мызы был порт для баронских увеселительных морских судов с длинной деревянной береговой стенкой для рыболовецких лодок. В годы Крымской войны эту стенку вместе со многими кораблями и лодками сожгли сражавшиеся в Пярнуском заливе британские военные корабли.
В старинном парке между сосновым лесом и рекой Уулу в 1867 году был проведён Праздник песни Пярнуского церковного прихода — один из первых подобных праздников в Эстонии. В нём участвовало 7 хоров с 250 певцами.
В 1880 году бароном фон Гольштейном в память о своей первой супруге Элеоноре (1824–1845) на мызе была построена церковь, которая в советский период использовалась как спортзал. В настоящее время она возвращена Пярнускому приходу Святой Елизаветы, но в качестве церкви не используется.

## Инфраструктура
В деревне работают детский сад, основная школа (в 2002/2003 учебном году 139 учеников, в 2009/2010 учебном году — 121), библиотека, культурно-спортивный центр, кафе и несколько небольших гостиниц. В 2007 году в деревенском культурно-спортивном центре начал работу Открытый центр молодёжи Тахкуранна (T.A.N.K.). Зарегистрировано также несколько малых предприятий (численность работников менее 15): сельскохозяйственное, деревообрабатывающее, мебельное, строительное, предприятие, выпускающее небольшие яхты, и магазин автозапчастей.
Продуктовый магазин и почтовая контора были закрыты летом 2019 года. Ближайшие магазины находятся в Пярну.
Два раза в неделю в деревне ведут приём семейный врач и медсестра.
Окрестности деревни являются известным в стране местом летнего отдыха.